# XVIII Festival Internacional de Cinema Fantàstic de Sitges
El XVIII Festival Internacional de Cinema Fantàstic de Sitges va tenir lloc a Sitges entre el 4 i el 12 d'octubre de 1985 sota la direcció de Joan Lluís Goas amb la intenció de promocionar el cinema fantàstic i el cinema de terror. En aquesta edició es va organitzar Exit, un mercat internacional per a la promoció del cinema català.
Fou inaugurat al palau de Maricel i hi havia tres seccions, una competitiva, una informativa, i dues retrospectives dedicades a Georges Franju (qui no va poder assistir per malaltia de la seva esposa) i al maquillador Roy Ashton. En la inauguració es va presentar el llibre Terrores íntimos, col·lecció de trenta articles d'escriptors i comentaristes cinematogràfics coordinat per Jordi Batllé. La gala de clausura fou presidida pel director general de cinematografia Jordi Maluquer i Bonet i presentada per Sílvia Marsó i Joan Borràs, i després de l'entrega dels premis es va projectar Legend.

## Pel·lícules exhibides

### Secció competitiva
- El dia dels morts de George A. Romero
- King Kongs Faust de Heiner Stadler
- Força vital de Tobe Hooper
- Night Magic de Lewis Furey /
- Peau d'ange de Jean-Louis Daniel
- Re-Animator de Stuart Gordon
- Silent Night, Deadly Night de Charles Sellier
- Saraba hakobune de Shūji Terayama [9]
- Return d'Andrew Silver
- Alerta: Virus mortal de Hal Barwood [10]
- Creature de William Malone , substituïda per
  - L'home amb dos cervells de Carl Reiner [11]

## Secció informativa
- Nit de por de Tom Holland
- Legend de Ridley Scott
- Blackout de Douglas Hickox

### Secció retrospectiva
dedicada a Georges Franju
- Les yeux sans visage (1960)
- Judex (1963)
- Nuits rouges (1973)

dedicada a Roy Ashton
- The Man Who Could Cheat Death (1959) de Terence Fisher
- Dràcula, príncep de les tenebres (1966) de Terence Fisher
- La maledicció de l'home llop (1961) de Terence Fisher
- The Reptile (1966) de John Gilling
- The Evil of Frankenstein (1964) de Freddie Francis

### Sessions especials
- La nit del caçador (1955) de Charles Laughton
- Dementia 13 (1963) de Francis Ford Coppola
- El monstre del pantà (1982) de Wes Craven
- A Nightmare on Elm Street (1984) de Wes Craven
- El Dr. Jekyll i el Sr. Hyde (1931) de Rouben Mamoulian[12]

## Jurat
El jurat internacional estava format per Eric Burdon, Pepón Coromina, Wes Craven (substituït posteriorment per Alberto Ravaglioli), José Luis Guarner i Milton Subotsky.

## Premis
Els premis d'aquesta edició foren:
| Categoria                                              | Premiat                       | Treball           |
| ------------------------------------------------------ | ----------------------------- | ----------------- |
| Premi Caixa de Catalunya al millor director            | Shûji Terayama                | Saraba hakobune   |
| Premi Caixa de Catalunya a la millor pel·lícula        | Re-Animator                   | Stuart Gordon     |
| Premi Caixa de Catalunya al millor Curtmetratge        | Michael Coulson Nichola Bruce | Wings of Death    |
| Premi Caixa de Catalunya a la millor actriu            | Lori Cardille                 | El dia dels morts |
| Premi Caixa de Catalunya al millor actor               | John Walcutt                  | Return            |
| Premi Caixa de Catalunya a la millor fotografia        | Tatsuo Suzuki                 | Saraba hakobune   |
| Premi Caixa de Catalunya al millor guió                | Heiner Stadler                | King Kongs Faust  |
| Premi Caixa de Catalunya als millors efectes especials | John Dykstra                  | Força vital       |
| Premi del Jurat Internacional de la Crítica            | Shûji Terayama                | Saraba hakobune   |